# Paobius pachypedatus
Paobius pachypedatus är en mångfotingart som först beskrevs av Masatoshi Takakuwa 1938.  Paobius pachypedatus ingår i släktet Paobius och familjen stenkrypare. Inga underarter finns listade i Catalogue of Life.